# بیدون بخارا
بیدون بخارا از تاریخ نامعلوم تا سال ۶۸۱ بخار خدات بود. چندین فرمانروای بخارا قبل از او شناخته شده‌اند، اما معلوم نیست که آنها از یک سلسله بودند. بیندو دارای همسری به‌نام خاتون بود شد و او پسری به نام طغشاده به‌دنیا آورد. در سال ۶۸۱، هنگام فتح ماوراءالنهر توسط مسلمانان، بیندو توسط سردار اموی سلم بن زیاد کشته شد. جانشین وی همسرش، خاتون شد.